# Airbus BizLab

Logo de Airbus (2017)

Airbus BizLab (fundado el 9 de marzo de 2015 en Toulouse, Francia) es una lanzadera global del sector aeroespacial, donde colaboran con startups e intraemprendedores en proyectos e ideas relacionadas con dicho sector. En la actualidad, destaca por los fuertes lazos que ha creado con Microsoft Ventures, I-Lab, Orange Fab, Club Open Innovation, The Bridge by Coca-Cola, Beta-, etc.

## Historia
A lo largo de los últimos dos años, se han acogido a esta iniciativa 29 startups y 17 proyectos internos de Airbus. El programa, que consta de seis meses, se desarrolla en tres localizaciones distintas: Toulouse (Francia), Hamburgo (Alemania) y Bangalore (India); creando de esta forma una red global de lanzaderas destinadas al desarrollo de proyectos.

## Equipo BizLab
Un equipo de expertos de Airbus se dedicarán a tutelar los distintos proyectos durante la fase de desarrollo que para el programa se extiende hasta un máximo de seis meses.
Estos profesionales trabajarán con las startups en el diseño del plan de lanzamiento con los BizLabers. Así mismo, supervisan el plan estructurando las ideas de los propietarios del proyecto, persuadiéndolos sobre su posición futura de líder / gerente de negocios, proporcionando soluciones / fomentando nuevas formas de hacer, redoblando el progreso de los proyectos y la motivación del equipo.
En este rol, el experto asume un enfoque neutral. Escucha y proporciona a los BizLabers un conjunto de ideas que le permiten tomar decisiones sobre el entorno actual.
Bajo demanda, los 150 expertos de Airbus suministrarán consejos técnicos y comerciales en sus respectivos dominios. 
Los tutores, como Senior Top Manager / Successful entrepreneur, serán el instrumento para el desarrollo personal y profesional de BizLabers debido a la transferencia de conocimiento, redes y asesoramiento.

## Campus de trabajo
Actualmente la plataforma se encuentra involucrada en varios proyectos asistidos en dos campus diferentes:

### Campus de Hamburgo
- Artisense (Palo Alto, USA): Sensores inteligentes para el mapeo y visión computerizada.

- Alula (Miami, USA): Transmisión en tiempo real del vuelo y datos de mantenimiento  durante el vuelo gracias a unas antenas situadas en tierra.

- Aerial Industries (Nigeria): Desarrollan drones optimizados que pueden operar en países emergentes.
- Holo One (Switzerland): Plataforma de realidad aumentada que permite a las compañías para mapear sus datos y procesarlos en AR.
- Neuron SW (Czech Republic): Con la ayuda de sensores de audio se detectan defectos en máquinas

### Campus de Toulouse
- Bizpay (UK):  Permite a los clientes comprar billetes en aerolíneas a plazos aumentando la capacidad de mercado de las líneas aéreas.
- BroatBit Batteries (Finlandia): Desarrollo de baterías de sodio low cost con mejor rendimiento, escalabilidad, seguridad y menos contaminantes en compraración con las baterías de litio.
- Iridium Dynamics (Australia): Se encuentra en el desarrollo del `Halo` un vehículo de despegue vertical, añadiendo la capacidad de mantenerse en vuelo estático en aeronaves de ala fija.
- VRnam (Vietnam): Desarrollan una aplicación VR para que alumnos puedan entrenar flujos y procedimientos en una cabina virtual.

## BLADE Flight Lab de Airbus
Denominado como proyecto BLADE - un acrónimo de Breakthrough Laminar Aircraft Demonstrator on Europe - este esfuerzo de investigación utiliza el primer avión A340 producido por Airbus, con sus alas exteriores reemplazadas con paneles de ala laminares de aproximadamente 10 metros de largo. Estos paneles representan aproximadamente dos tercios del tamaño del ala en un avión comercial de corto o mediano alcance, para lo cual se considera que la tecnología de flujo laminar es la más adecuada.

## Proyecto de agricultura inteligente en África
El tipo de tecnología avanzada basada en drones que empresas como Aerial Industries, con sede en Lagos, Nigeria, están inyectando en el sector agrícola de África podría tener un impacto en la producción de alimentos y mejorar vidas. Sus esfuerzos cuentan con el apoyo de Airbus.